# 原山直樹
原山 直樹（はらやま なおき、1967年4月21日 - ）は、日本の実業家、SMN株式会社代表取締役社長。

## 人物・経歴
1967年4月21日生まれ。
1991年3月、立教大学社会学部卒業。同年4月、沖電気工業株式会社に入社。
2001年2月、ソニー株式会社（現・ソニーグループ株式会社） 入社。
2016年4月、ソニーモバイルコミュニケーションズ株式会社（現・ソニー株式会社）に転籍。
2018年4月、ソニーネットワークコミュニケーションズ株式会社へ出向し、2021年7月、ソニーネットワークコミュニケーションズライフスタイル株式会社取締役に就任。
2022年2月、SOULA株式会社取締役。
2023年2月、SMN株式会社執行役員副社長、2023年6月、同社取締役副社長。
2024年4月、同社代表取締役社長に就任。